# Ghiacciaio pedemontano Wilson
Il ghiacciaio pedemontano Wilson (in inglese Wilson Piedmont Glacier) è un ghiacciaio pedemontano della Terra della Regina Vittoria, in Antartide.
Localizzato ad una latitudine di 77° 15′ S ed una longitudine di 163° 10′ E, è alimentato dai ghiacciai Wright e Debenham. Largo dai 10 ai 22 chilometri e si estende per oltre 55 km tra Granite Harbour e Marble Point.
Scoperto durante la spedizione Discovery del 1901-04, venne intitolato durante la spedizione Terra Nova del 1910-13 a Edward Wilson, medico ed artista della prima spedizione e capo scientifico della seconda, che raggiunse il Polo Sud guidato da Robert Falcon Scott, ma morì durante il viaggio di ritorno.